# Tvrdohouby
Tvrdohouby (Sordariomycetes, syn. Pyrenomycetes) jsou skupinou vřeckovýtrusných hub. Mají perithecia nebo pseudoperithecia často uložená ve stromatu. Rostou na různých substrátech, hlavně na dřevě a živých orgánech vyšších rostlin, některé druhy cizopasí na lišejnících, houbách nebo na hmyzích larvách (rod Cordyceps). Četné druhy jsou původci chorob rostlin, například z rodů Mycosphaerella, Venturia, Nectria, Claviceps.